# اندیس سیلیجرد (دینارآباد)
سیلیجرد(دینارآباد) یک اندیس فلزی است که در حوالی شهر ساوه استان مرکزی قرار دارد و مادهٔ معدنی موجود در آن، آهن است.سنگ میزبان این اندیس گرانیت است  